# Mihoești
Mihoești falu Romániában, Erdélyben, Fehér megyében.

## Története
Mihoeşti korábban Topánfalva része volt, később különvált belőle Boteşti és Sorlița.
1956-ban 155 lakosa volt. 1966-ban 212, 1977-ben 181, 1992-ben 186, a 2002-es népszámláláskor pedig 197 román lakosa volt.